# 湯執中 (比利時)
湯執中（荷蘭語：Constantin Daems；1872年5月13日—1931年5月5日），是天主教比利時籍主教及聖母聖心會會士。曾任甘肅南境宗座代牧區宗座代牧（1914年至1922年）及聖母聖心會總會長（1930年至1934年）。

## 生平
湯執中出生於1872年5月13日的比利時安特衛普省馬萊。1889年9月1日，17歲時加入聖母聖心會。1872年5月13日，湯執中在23歲時晉鐸，後受派遣來到中國傳教。
1914年5月5日，湯執中40歲時獲時任教宗庇護十世任命為甘肅南境宗座代牧區宗座代牧。1922年3月8日卸任甘肅南境宗座代牧區宗座代牧，並由法來善接任成為更名後的秦州宗座代牧區宗座代牧。
1930年6月23日，湯執中當選為聖母聖心會第八任總會長。
1934年12月11日，湯執中神父在蘇聯去世，終年62歲。